# Симов, Виктор Андреевич
Виктор Андреевич Симов (1858—1935) — русский и советский художник и сценограф. Заслуженный деятель искусств РСФСР (1932)

## Биография
Родился 2 (14) апреля 1858 года в Москве.

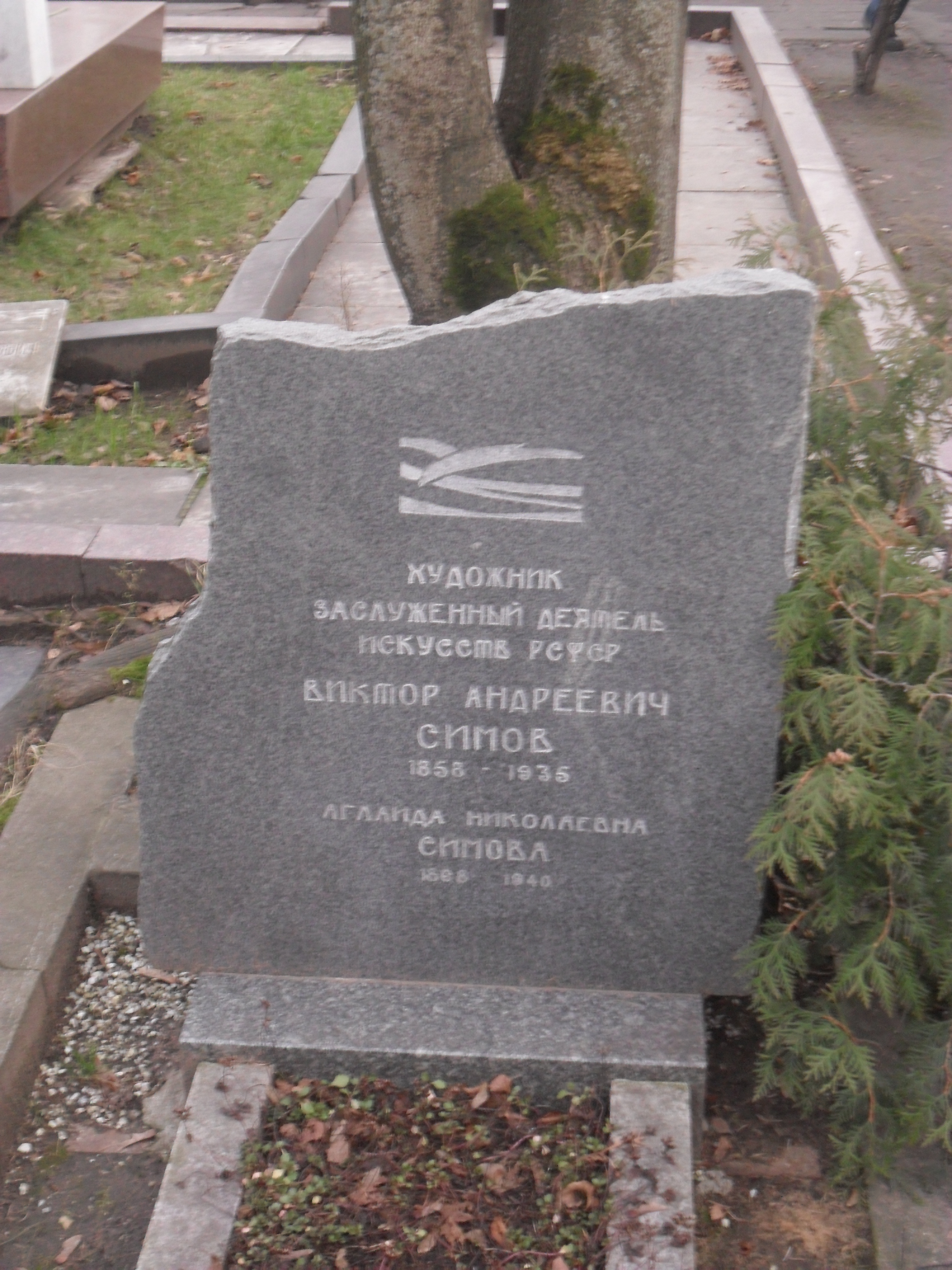
Могила Симова на Новодевичьем кладбище Москвы.

Окончил Московское училище живописи, ваяния и зодчества в 1882 году. В 1885—1886 году работал декоратором в частной русской опере, занимался станковой живописью и литографией.
В 1896 в Одессе состоялась совместная выставка картин Исаака Левитана, Виктора Симова и Александра Попова.
Творческую жизнь связал с Московским художественным театром, вступив в его труппу с момента организации театра в 1898 году. Всего Виктор Симов оформил 51 постановку.
По словам Станиславского, Виктор Андреевич стал «родоначальником нового типа художников-декораторов». Симов осуществил коренную реформу в области театрально-декорационного искусства, вместе с режиссёром-постановщиком в идейном и художественном решении спектакля. В 1909 оформил построенную Л. А. Весниным дачу В. А. Носенкова в подмосковном Иванькове.
Временно ушёл из МХТ в 1911 году. Работал над оформлением спектаклей в «Свободном театре», Малом театре, Оперном театре студии им Станиславского.
В 1924 году изготавливал марсианские декорации для фильма «Аэлита» Якова Протазанова. Также был художником фильма «Коллежский регистратор».
Виктор Андреевич Симов умер 21 августа 1935 года.
Похоронен на Новодевичьем кладбище.

## Сценография
- 1898 — «Царь Фёдор Иоанович» А. К. Толстого
- 1898 — «Чайка» А. П. Чехова
- 1899 — «Дядя Ваня» А. П. Чехова
- 1901 — «Три сестры» А. П. Чехова
- 1902 — «Мещане» М. Горького
- 1902 — «На дне» М. Горького
- 1903 — «Юлий Цезарь» Шекспира
- 1904 — «Вишнёвый сад» А. П. Чехова
- 1911 — «Живой труп» Л. Н. Толстой
- 1926 — «Царская невеста» Римского-Корсакова
- 1927 — «Бронепоезд 14-69» Вс. Иванова (Художественный руководитель постановки К. С. Станиславский, режиссёры Илья Судаков и Нина Литовцева)[4]
- 1932 — «Мёртвые души» Н. В. Гоголь